# Die Musik in Geschichte und Gegenwart

Die Musik in Geschichte und Gegenwart (MGG) (in italiano: La musica nella storia e nel presente) è la più importante enciclopedia sulla musica in lingua tedesca, un'opera di riferimento sulla musica occidentale comparabile soltanto al Grove Dictionary of Music and Musicians. Essa è pubblicata da Bärenreiter e Metzler.
La prima edizione era costituita da 17 volumi, di cui due erano dei supplementi e uno l'indice. La seconda edizione (1994-2007, suppl. 2008) consta di una enciclopedia tematica in 10 volumi (indice compreso) ed una di biografie in 17 volumi. Un volume integrativo è stato pubblicato nel maggio del 2008.